# Xanca de clatell gris
La xanca de clatell gris (Grallaria griseonucha) és una espècie d'ocell de la família dels gral·làrids (Grallariidae).

## Hàbitat i distribució
Habita el terra de la selva pluvial dels Andes de l’oest de Veneçuela.